# 12-Bar Original
"12-Bar Original" é uma canção instrumental do grupo The Beatles. Foi gravada em 1965, mas não estava disponível comercialmente até 1996, quando uma versão editada da segunda tomada desta canção foi incluída no álbum Anthology 2. Antes da edição, a duração da segunda tomada foi de 6:36.
É uma das poucas canções creditadas a John Lennon/Paul McCartney/George Harrison/Starkey e publicada pela Lenono Music, Inc., MPL Communications Ltd, Harrisongs Ltd. e Startling Music Ltd. Outras músicas creditadas a todos os quatro Beatles incluem "Flying" de Magical Mystery Tour, "Dig It", de Let It Be e "Christmas Time (Is Here Again)", do B lado para o 1995 single "Free As A Bird".
Dos Beatles, apenas John Lennon e Ringo Starr já comentaram sobre a canção. Durante algumas entrevistas de rádio nos Estados Unidos, Lennon foi perguntado se havia alguma gravação dos Beatles não lançada, ele respondeu que tudo o que podia lembrar era "um 12 bar péssimo". Starr disse ao jornalista Peter Palmiere que "todos nós escrevemos a faixa e eu tenho um acetato de uma das versões". A citação foi usado mais tarde por Palmiere em uma entrevista de capa de Ringo Starr na revista DIScoveries em 1993 e por Jim Berkenstadt e Belmo em seu livro Black Market Beatles.
"12-Bar Original" foi a primeira faixa instrumental dos Beatles após a assinatura de contrato com a EMI e foi produzida por George Martin em Abbey Road Studios, Londres. Entre outros instrumentais do grupo estão o já mencionado "Flying", uma versão informal dessa canção chamada "Aerial Tour Instrumental" e "Cry for a Shadow".
Uma colaboração escrita entre os quatro membros dos Beatles, o aparentemente improvisado "12-Bar Original" foi gravado durante as sessões do Rubber Soul. É possível que tenha sido gravado, caso eles não tenham conseguido as 14 músicas necessárias.

## No Estúdio
O "12-Bar Original" foi gravado na madrugada de 4 de novembro de 1965, depois que os Beatles gravaram What Goes On.
Eles primeiro ensaiaram a música, depois apagaram a gravação dela com duas tomadas. A primeira quebrou, mas a segunda durou seis minutos e quarenta segundos. Uma edição disso, com duração de dois minutos e cinquenta e cinco segundos, foi finalmente lançada em 1996 no Anthology 2.
Um mix mono da música foi feito em 30 de novembro de 1965, apenas três dias antes do lançamento do Rubber Soul no Reino Unido, e tarde demais para ser incluído. Os discos de acetato da mistura foram então cortados nas coleções particulares dos Beatles.

## Ficha Técnica
- George Harrison - guitarra principal
- John Lennon - guitarra
- Paul McCartney - baixo
- Ringo Starr - bateria
- George Martin - harmônio

De acordo com Ian MacDonald